# Josef Černík

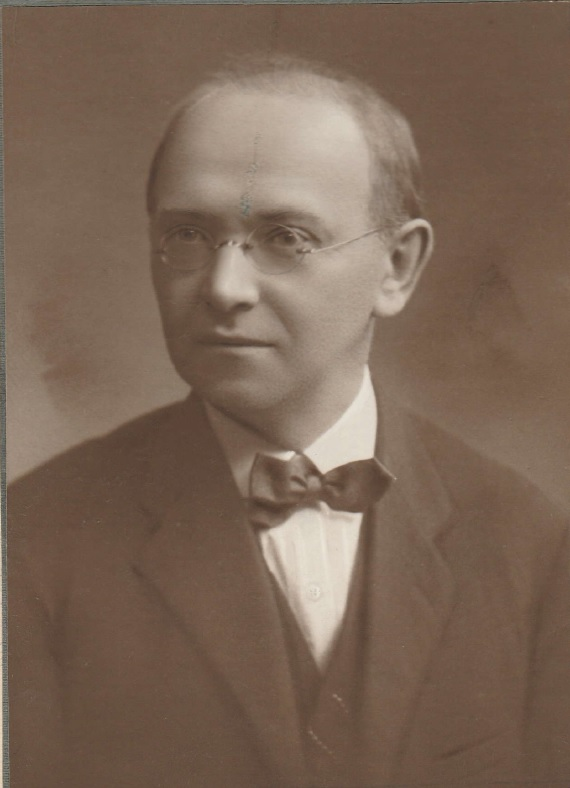
Josef Černík

Josef Černík (24. ledna 1880 Staříč – 24. listopadu 1969 Brno) byl český hudební skladatel a sběratel lidových písní.

## Život
Dětství prožil v Bojkovicích poblíž Luhačovic. Tady se seznámil s písněmi moravských Kopaničářů, které ovlivnily celý jeho život. Po absolvování gymnázia v Uherském Hradišti studoval na učitelských ústavech v Příboře a v Brně. Několik let učil na místních školách a v roce 1904 vstoupil na varhanní školu v Brně a pokračoval studiem skladby u Vítězslava Nováka a mistrovským kurzem pod vedením Leoše Janáčka.
Učil dále ve školách na Slovácku, později se stal profesorem hudby na učitelském ústavu v Brně a v letech 1948–1951 i lektorem Janáčkovy akademie múzických umění v Brně.
Nejvýznamnější činností Černíkovou je jeho práce sběratelská. Jeho největším dílem jsou Zpěvy moravských Kopaničářů, které obsahují kolem 2000 písní zaznamenaných v oblasti Moravských Kopanic. Neomezoval se však jen na tuto oblast. Sbíral písně i na Luhačovském Zálesí, v Pobečví, na valašskoklobouckém Závrší, na Horňácku a v okolí Velké nad Veličkou. Zapisoval také slovenské písně z okolí Bratislavy, Myjavy a slovenské části Kopanic. Jako jeden z mála sběratelů lidových písní zaznamenával i romské písně.
Jako skladatel byl silně ovlivněn svým učitelem Leošem Janáčkem. Jeho melodika i rytmy vycházejí z tradic lidových písní. Skladatelské dílo obsahuje okolo sta skladeb. Podrobný soupis díla Josefa Černíka vydal Ivo Stolařík (viz Literatura).
Nezanedbatelná je jeho činnost literární a publicistická. Napsal přes 170 odborných článků a přednesl na 50 přednášek. Tématem jeho prací byly převážně národopisné studie, ale psal i práce pedagogické zaměřené na metodiku výuky zpěvu a výchovu k hudebnosti. Rovněž připravil několik směsí lidových písní pro rozhlas. Řadou hesel o lidové písni a lidové hudbě přispěl do Pazdírkova hudebního slovníku naučného.
Josef Černík zemřel 3. listopadu 1969 v Brně ve věku 89 let. Pohřben byl na Královopolském hřbitově v Brně.
Jeho synem byl Lubomír Černík, divadelní a filmový herec, zpěvák a dramaturg, zakládající a dlouholetý člen Satirického divadla Večerní Brno.

## Dílo

### Písně
- Slezské písně (slova Petr Bezruč –1928)
- Žebrácké písně (slova Jaroslav Durych – 1927)
- Uspávanky(1928)
- Z herbáře Petra Bezruče (1929)
- Pod slovenským nebem (1930)
- Z poezie Jiřího Wolkera (1933)
- Milostné (slova Jan Neruda – 1937)
- Vlastenecké (1939)
- S písní na rtech (1941)
- Revoluční pochody (1945)
- Vojenské (1945)
- Ta čistá země (1948)
- Listopadová píseň (slova Petr Bezruč –1950)
- Pěsničky z Gruně (slova Petr Bezruč –1953)

### Sbory
- Láska (1926)
- Ze slovenské poesie (1932)
- Čas od času (1937)
- Krajem poesie (1914)
- Cestou životem (1915)
- Zem pod horama (1916)
- Památce Tyršově (1921)
- Památce Fügnerově (1930)
- Keď ty pujdeš k nám (1930)
- Vzdor (1932)
- Ze soboty na neděli (slova Jiří Wolker – 1933)
- Rekruti (1935)
- Na hrobě otcově (slova Jan Neruda – 1937)
- V rodném zátiší (1941)
- Z mého kraje (Karel Havlíček Borovský – 1945)
- O nenarozeném dítěti (Jiří Wolker –1934)

### Kantáty
- Milenka travička, milenec vrah (1927)

### Komorní skladby
- Z dětského památníku (klavír – 1931)
- Chvilkové nálady (klavír – 1932)
- Jarní kvítka – Letní kvítka - Podzimní květy (klavír – 1933)
- Broučci – Z polí a luk – Ptáci – Zvířátka - Stromy  (klavír – 1936)
- Jak mluví cepy (klavír – 1936)
- Hra barev (klavír – 1939)
- Studentská intermezza (1947)
- Intimní sonáta  (housle – 1935)
- Stesk (housle – 1940)
- Invence (klavírní trio – 1942)
- Ze slovenských niv (smyčcový kvartet – 1933)

### Orchestrální skladby
- Na věčnost (památce Leoše Janáčka – 1928)
- Handrlácká suita (1930)
- Koncertní prolog (1936)
- Slezské tance (1937)

### Sbírky lidových písní
- Zpěvy moravských kopaničářů I. (100 písní – 1902)
- Zpěvy moravských kopaničářů II. (313 písní – 1908)
- Zpěvy moravských kopaničářů (Souhrnné vydání cca 1800 písní připravuje již desítky let Etnologický ústav Akademie věd České republiky v Brně)
- Cikánské písničky (1910)
- Slovácko-slovenské písně (1919)
- Zbojnické (1935)
- Z poradenských kopanic (1929)
- Po našem (217 písní ze Slovácka – 1943)
- Vonička lidových písní z Brněnska (1951)
- Písně z Luhačovského Zálesí (600 písní – 1957)

### Literární dílo
- Moravské Slovensko (1922)
- O piesňach z Horvatského Gróbu (1925)
- O písních z Luhačovského Zálesí (1930)
- O Janáčkove theorii nápěvkové (1924)
- Janáček o lidové písni (1944)
- Česká píseň lidová (1938)
- Skutečnost v hudbě (1946)
- O studiu lidových písní (1947)
- Metody zapisování lidových tanců (1948)
- Metodika zpěvu pro učitele (1931)

Četné články do novin a časopisů.